# 慕容虔
慕容虔（？—406年），昌黎棘城（今辽宁省义县西北）人，后燕宗室，慕容宝的兒子。
399年十二月廿四，慕容盛封他的弟弟慕容渊为章武公，慕容虔为博陵公，封他的儿子慕容定为辽西公。402年正月十八日，后燕慕容熙任命章武公慕容渊为尚书令，博陵公慕容虔为尚书左仆射，尚书王腾为右仆射。慕容宝的弟弟慕容熙在慕容宝的儿子慕容盛死后即位，猜忌慕容宝的儿子们，406年五月，慕容宝的儿子博陵公慕容虔、上党公慕容昭，都因为嫌疑而被逼自杀。